# محوطه شماره ۲ راستقان
محوطه شماره ۲ راستقان مربوط به سده‌های میانه دوران‌های تاریخی پس از اسلام است و در شهرستان بجنورد، بخش راز و جرگلان، دهستان غلامان، روستای راستقان واقع شده و این اثر در تاریخ ۱۸ شهریور ۱۳۸۷ با شمارهٔ ثبت ۲۳۱۸۸ به‌عنوان یکی از آثار ملی ایران به ثبت رسیده است.